# Eksistentialisme er humanisme
Eksistentialisme er humanisme (fransk: L'existentialisme est un humanisme)  fra 1946 er et af Jean-Paul Sartres (1905-1980) mest kendte værker. Det omhandler eksistens, og hvordan man som eksistentialist skal agere i forskellige situationer. 
Den bygger på en ateistisk filosofi, hvor man ifølge Sartre godt kan blande religion og politik ind uden at tro på en gud.
Sartre selv var marxistisk eksistentialist.